# 린지 윅슨
린지 윅슨(Lindsey Wixson, 1994년 4월 11일 ~ )은 미국의 모델이다.